# Émile Larcher
Émile Larcher, né le 1er janvier 1869 à Nancy et mort le 3 janvier 1918 à Alger, est professeur de droit et avocat à la Cour d'appel d'Alger spécialiste de la législation algérienne et du droit colonial.

## Biographie
Fils d'un avocat lorrain, il fait ses études de droit à Nancy où il est promu docteur en 1894. Dès 1896 il est chargé de cours à l'École de droit d'Alger. Il se présente en vain à plusieurs reprises à l'agrégation. En 1902 il est nommé professeur de droit criminel à Alger, au titre des promotions coloniales. Ceci explique certainement une évolution dans ses prises de positions : « universitairement correct » avant 1902, il devient beaucoup plus critique passé cette date. Il est certainement l'un des enseignants qui ont le plus marqué la Faculté de droit d'Alger ; son collègue Jean Thomas, dans son éloge funèbre (Revue algérienne, tunisienne et marocaine de droit et de jurisprudence, 1918, p. 8.) écrit : « Sans crainte cependant d'un démenti de l'avenir, je crois pouvoir affirmer que Larcher est une grande et belle figure qui a, dès ce jour, sa place marquée dans l'histoire de l'Algérie, dont son nom est désormais inséparable ».
Larcher est le révélateur du droit algérien qu'il s'est efforcé de restituer dans son traité élémentaire de législation algérienne, ouvrage qui a connu trois éditions depuis 1903, la dernière à titre posthume, a été éditée grâce au concours de Georges Rectenwald, magistrat auprès de la cour d'Alger, en 1923. Cet ouvrage comporte, outre la présentation du droit régissant les institutions administratives algériennes, d'amples développements sur le droit musulman et le droit israélite. Bien que devenu dépassé par l'évolution juridique postérieure à 1923, cet ouvrage demeure inégalé. 
La production scientifique d'E. Larcher est impressionnante. Il écrit dans de multiples revues (Algérienne, Pénitentiaire, Politique, Ligue des droits de l'Homme, etc.), il contribue au Code de l'Algérie annoté lancé par Estoublon et Lefébure.    
Dès 1902, Larcher s'inscrit au barreau d'Alger et plaide dans de nombreuses affaires ; il n'hésite pas à dénoncer les aberrations de la réglementation coloniale, tant dans ses plaidoiries que dans les notes dont il accompagne les décisions rendues. Ses interventions suscitent quelques réserves de la part de ses collègues (cf. M. Morand, Revue algérienne, 1918, p. 3-4) effarouchés qui craignent des réactions administratives. De fait, en 1917, le gouverneur civil demande au Ministre de l'éducation nationale de sévir contre le fauteur de troubles. Le décès de Larcher mettra un terme à cette procédure et, à l'occasion des obsèques, le gouverneur civil Lutaud adressera un télégramme de condoléances d'une remarquable hypocrisie.